# Carlo Bergonzi
Pour les articles homonymes, voir Carlo Bergonzi (luthier) et Bergonzi.
Carlo Bergonzi, né le 13 juillet 1924 à Polesine Parmense  en Émilie-Romagne et mort le 25 juillet 2014 à Milan, est un ténor italien, l'un des plus illustres et admirés de sa génération, grand interprète de Verdi, dans lequel il déploie une rigueur de style et une technique de souffle qui firent sa notoriété.

## Biographie
Carlo Bergonzi naît à Vidalenzo, un hameau de la commune de Polesine Parmense en Émilie-Romagne, à moins d'un kilomètre de Villa Verdi Sant' Agata dans la province de Parme.
Il étudie à Parme avec Grandini, et fait ses débuts en 1948 à Lecce, comme baryton dans le rôle de Figaro du Barbier de Séville. Après deux ans de carrière, il prend une pause et retravaille sa voix. Il amorce une seconde carrière, comme ténor cette fois, à Bari en 1951, dans le rôle-titre d'Andrea Chénier. Il est aussitôt engagé par la radio italienne (RAI) en cette année de cinquantenaire de la mort de Verdi, dont il interprète des rôles dans les opéras I due Foscari, Giovanna d'Arco, Simon Boccanegra, La forza del destino.
Il chante alors dans toute l'Italie, début à La Scala de Milan en 1953, au Teatro San Carlo de Naples en 1955, etc. Il paraît à Londres, au Théâtre Stoll, en 1953, dans le rôle d'Alvaro. Puis c'est l'Amérique qui l'appelle, d'abord Chicago en 1955, et le Metropolitan Opera de New York en 1956, dans le rôle de Radames d'Aida, il s'y produira régulièrement jusqu'en 1985. Outre les grands rôles verdiens (Macduff, Manrico, Alfredo, Riccardo, etc), il y interprète aussi Pollione, Nemorino, Edgardo, Enzo, Canio, Rodolfo, Cavaradossi, etc. Parallèlement, il poursuit une carrière internationale, se produisant à l'Opéra de Vienne, le Royal Opera House de Londres, le Teatro Colón de Buenos Aires, etc.
Il a été actif jusqu'à la fin de sa vie, donnant des cours de chant et des concerts occasionnels.

## Discographie sélective
- 1962 - La traviata - Joan Sutherland, Carlo Bergonzi, Robert Merrill - Coro e Orchestra del Maggio Musicale Fiorentino, John Pritchard - DECCA
- 1964 - Rigoletto - Renata Scotto, Carlo Bergonzi, Dietrich Fischer-Dieskau - Coro e Orchestra del Teatro alla Scala, Milano, Rafael Kubelik - Deutsche Grammophon
- 1964 - Luisa Miller - Anna Moffo, Carlo Bergonzi, Shirley Verrett, Cornell MacNeil, Giorgio Tozzi, Ezio Flagello - RCA Italiana Opera Chorus and Orchestra, Fausto Cleva - RCA
- 1964 - Tosca - Maria Callas, Carlo Bergonzi, Tito Gobbi - Chœurs de l'Opéra de Paris, Orchestre de la Société des Concerts du Conservatoire, Georges Prêtre - EMI
- 1965 - Cavalleria Rusticana - Carlo Bergonzi, Fiorenza Cossotto, Gianciacomo Guelfi - Chœur & Orchestre du Théâtre de la Scala de Milan, Herbert von Karajan - Deutsche Grammophon
- 1965 - Lucia di Lammermoor - Anna Moffo, Carlo Bergonzi, Mario Sereni, Ezio Flagello - RCA Italiana Opera Chorus and Orchestra, Georges Prêtre - RCA
- 1966 - Don Carlo - Renata Tebaldi, Carlo Bergonzi, Dietrich Fischer-Dieskau, Nicolas Ghiaurov - Orchestra and chorus of Royal House, Covent Garden, Sir Georg Solti - DECCA
- 1966 - Un ballo in maschera - Leontyne Price, Carlo Bergonzi, Robert Merrill, Shirley Verrett, Reri Grist - RCA Italiana Opera Chorus and Orchestra, Erich Leinsdorf - RCA
- 1967 - Ernani - Leontyne Price, Carlo Bergonzi, Mario Sereni, Ezio Flagello - RCA Italiana Opera Chorus and Orchestra, Thomas Schippers - RCA
- 1967 - La Gioconda - Renata Tebaldi, Carlo Bergonzi, Robert Merrill, Marilyn Horne, Nicolai Ghiuselev - Coro e Orchestra dell'Accademia Santa Cecilia, Lamberto Gardelli - DECCA
- 1967 - L'elisir d'amore - Renata Scotto, Carlo Bergonzi, Guissepe Taddei, Carlo Cava - Orchestra and Chorus of Florence May Festival, Gianandrea Gavazzeni, live Florence - OPERA D'ORO
- 1968  - Cavalleria Rusticana en live au Teatro Colón de Buenos Aires avec Grace Bumbry, Giampiero Mastromei, Gina Lotufo et Luisa Bartoletti - direction Juan Emilio Martini.
- 1975 - I masnadieri - Ruggero Raimondi, Carlo Bergonzi, Piero Cappuccilli, Montserrat Caballé, John Sandor, Maurizio Mazzieri et William Elvin, New Philarmonia Orchestra, direction Lamberto Gardelli - PHILIPS
- 1990 - Adriana Lecouvreur - Joan Sutherland, Carlo Bergonzi, Francesco Ellero d'Artagna, Cleopatra Ciurca, Leo Nucci, Welsh opéra, direction Richard Bonynge - LONDON DIGITAL DECCA

Un catalogue de chansons napolitaines aussi bref que brillant est sorti à l'aube des années 1970 sous la direction de Pessina dirigeant alors le grand orchestre de Madrid.